# Lauri (Kanepi)
Lauri – wieś w Estonii, w prowincji Põlva, w gminie Kanepi.